# Catatrama
Catatrama es un género de hongos en la familia Amanitaceae, orden Agaricales. Originalmente un género monotípico con Catatrama costaricensis, que habita en bosques de Quercus pilarius en Costa Rica. En 2007, la especie fue avistada en Brasil. Desde entonces se han descubierto dos especies adicionales, una de Australia y otra de India.